# Alfonso Lista
Alfonso Lista (Potia) ist eine philippinische Stadtgemeinde in der Provinz Ifugao. Sie hat 32.119 Einwohner (Zensus 1. August 2015). Sie liegt im Osten der Cordillera Central im Tal des Magat-Rivers. Im Süden der Gemeinde liegt der Magat-Stausee, dessen Wasserkraftwerk eine Leistung von 381 Megawatt hat.

## Baranggays
Alfonso Lista ist politisch in 20 Baranggays unterteilt.
| - Bangar - Busilac - Calimag - Calupaan - Caragasan - Dolowog - Kiling - Namnama - Namillangan - Pinto | - Poblacion - San Jose - San Juan - San Marcos - San Quintin - Santa Maria - Santo Domingo (Cabicalan) - Little Tadian - Ngileb - Laya |